# Municipio de Varna
El municipio de Varna (en búlgaro: Община Варна) es un municipio búlgaro perteneciente a la provincia de Varna.
En 2011 tiene 343 704 habitantes, el 84,6% búlgaros, el 3,22% turcos y el 1,02% gitanos. La capital municipal es la también capital provincial Varna. El municipio está compuesto por seis localidades, pero en los cinco pueblos que hay junto a la capital solamente viven unos ocho mil habitantes.
Se ubica en el este de la provincia, en torno a ambas orillas del lago de Varna. El este del término municipal se ubica en la costa del mar Negro.

## Localidades
| Localidades   | Cirílico      | Población (marzo de 2016) |
| ------------- | ------------- | ------------------------- |
| Varna         | Варна         | 365 242                   |
| Kazashko      | Казашко       | 362                       |
| Kamenar       | Каменар       | 2783                      |
| Konstantinovo | Константиново | 1225                      |
| Topoli        | Тополи        | 2995                      |
| Zvezditsa     | Звездица      | 994                       |
| Total         |               | 373 601                   |